# Даухинген
Даухинген (нем. Dauchingen) — община в Германии, в земле Баден-Вюртемберг. 
Подчиняется административному округу Фрайбург. Входит в состав района Шварцвальд-Бар.  Население составляет 3671 человек (на 31 декабря 2010 года). Занимает площадь 10,04 км².